# ヴィルヘルム・マルシャル
ヴィルヘルム・マルシャル（独: Wilhelm Marschall、1886年9月30日 - 1976年3月20日）は、ドイツの海軍軍人。最終階級は海軍上級大将。

## 経歴
アウクスブルクに生まれる。1906年に海軍兵学校に入校。第一次世界大戦では、戦艦「クローンプリンツ・ヴィルヘルム」で勤務した後、1916年から潜水艦長となる教育を受け、潜水艦UC-74号、潜水艦UB-105号の艦長を歴任、地中海で撃沈43隻119,170トン、損傷1隻765トン、加えてイギリスのスループカウスリップ (HMS Cowslip) 撃沈といった戦果を挙げた
。
UB-105号艦長の時にプール・ル・メリット勲章を授与された。
ヴァイマル共和国海軍では測量士官や参謀将校を経て、1934年11月から装甲艦アドミラル・シェーア艦長を務めた。1936年に少将に昇進し、海軍作戦部長 (Chef der Operationsabteilung) に就任。同年勃発したスペイン内戦では遣西艦隊司令官 (Befehlshaber der deutschen Seestreitkräfte vor Spanien) として沿岸警備に従事するドイツ海軍部隊を指揮。1938年に中将に昇進、2月に装甲艦指揮官に任命。
1939年に大将に昇進し、艦隊司令官に任命された。ただし装甲艦指揮官の業務も継続して行った。同年11月23日のフェロー諸島沖海戦や1940年6月のユーノー作戦で戦艦部隊（グナイゼナウ、シャルンホルスト）を指揮する。しかし6月11日に作戦が終了すると、マルシャルは作戦中指示に従わなかったことを理由に批判された。その後、6月13日に病気を理由に辞任し、後任にはギュンター・リュッチェンスがあてられた。
1940年夏から2年間海軍教育総監 (Inspektion des Bildungswesens der Marine)となったが、しばしば艦隊を指揮することもあった。1942年にフランス方面、ついで西部方面の艦隊司令官に就任、半年後の1943年2月1日に上級大将に昇進した。しかし半年後、独断で艦隊を転進させたことを問題視され、英空母を撃沈する戦果をあげていたものの更迭。海軍を退役した。しかしすぐに復帰してドナウ川方面司令官 (Sonderbevollmächtigten für die Donau) となり、再度の退役を経て西部方面の艦隊司令官の在任中に終戦を迎え、1945年から1947年まで捕虜となっていた。
西ドイツのシュレースヴィヒ＝ホルシュタイン州メルンで死去した。